# Adolf Wilhelm Schwenzer
Adolf Wilhelm Schwenzer, auch AW Schwenzer, (* 19. Februar 1919; † 21. Juli 2009) war ein deutscher Mediziner und Hochschullehrer. Er forschte und publizierte auf dem Gebiet der Blutgruppenserologie und Blutgerinnung.

## Leben
Schwenzer war Facharzt für Geburtshilfe und Frauenheilkunde. Ab 1952 war er Privatdozent an der Universität Frankfurt am Main. 1957 wurde er daselbst zum außerplanmäßigen Professor berufen. Von 1959 bis 1962 war er kommissarischer Direktor der Frauenklinik am Universitätsklinikum Frankfurt am Main. 1962 wurde er Chefarzt der Frauenklinik
am St. Markus-Krankenhaus in Frankfurt am Main, einem Akademischen Lehrkrankenhaus der Johann-Wolfgang-Goethe-Universität Frankfurt. 1986 trat er in den Ruhestand.
Schwenzer war mit der Apothekerin Anneliese Schwenzer, geb. Schäfer verheiratet. Das Ehepaar hatte zwei Söhne. Der Sohn Thomas Schwenzer (* 1954) ist ebenfalls Professor für Frauenheilkunde und Geburtshilfe und war ab 1993 Direktor der Frauenklinik am Klinikum Dortmund.
Adolf Wilhelm Schwenzer war Mitglied der Deutschen Gesellschaft für Gynäkologie.

## Schriften
- Beiträge in Kottmaier: Taschenbuch der praktischen Medizin. 1949
- Die Erythroblastose im Lichte der neuen Rh-Forschung. – Darmstadt: Steinkopff, 1953
- Serologische Grundlagen der Rh-Forschung. 1954
- Neuzeitliche Sicherung bei Bluttransfusionen. 1954
- Artikel in Handlexikon der medizinischen Praxis. 1955
- Beiträge in H. Runge/I. Hartert: Physiologie und Pathologie der Blutgerinnung in der Gestationsperiode. 1957
- Beiträge in Schwalm-Döderlein: Klinik der Frauenheilkunde und Geburtshilfe. 1965